# 小杉焼

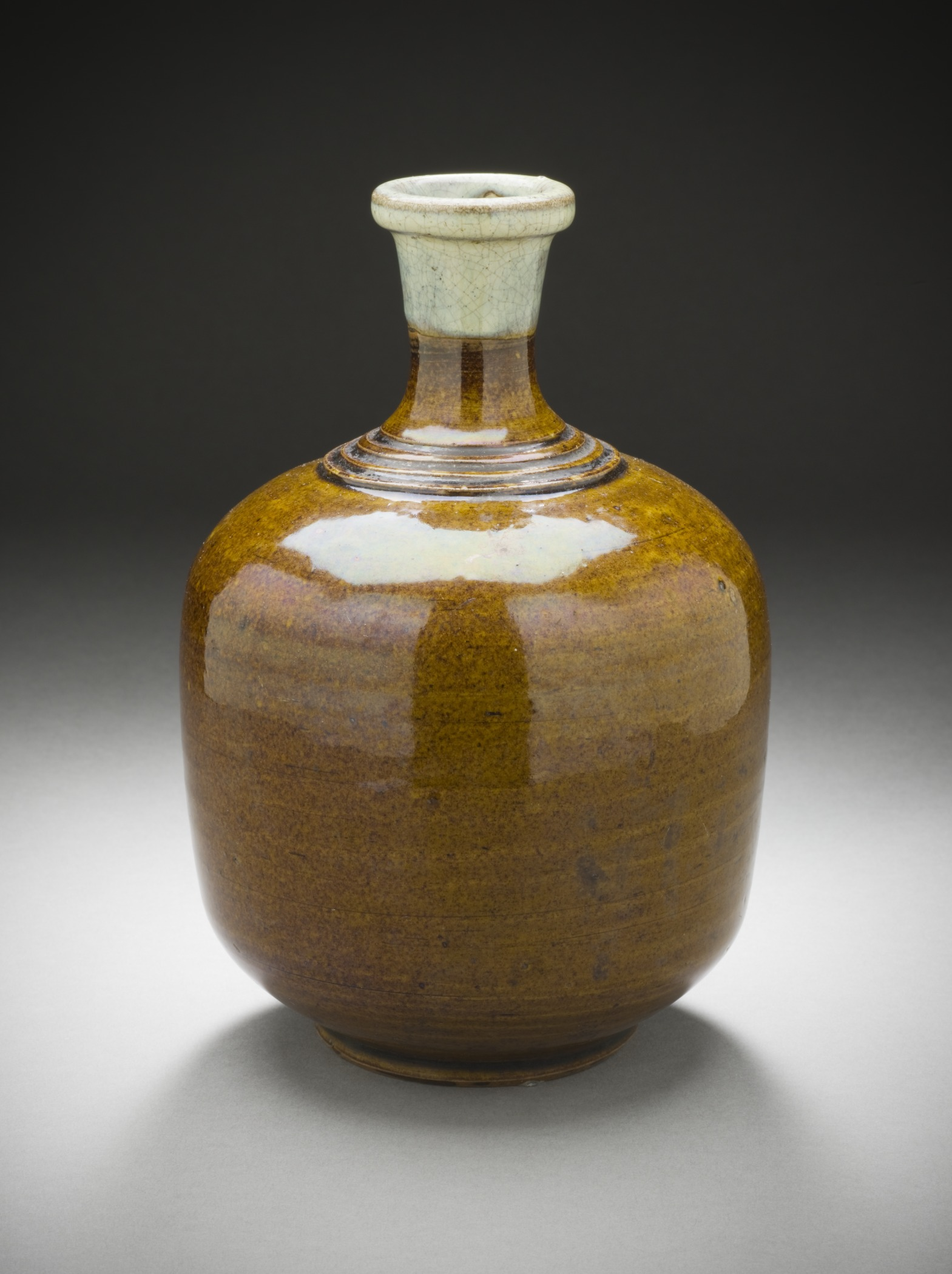
白泥飴釉掛分肩張徳利 ロサンゼルス郡美術館蔵

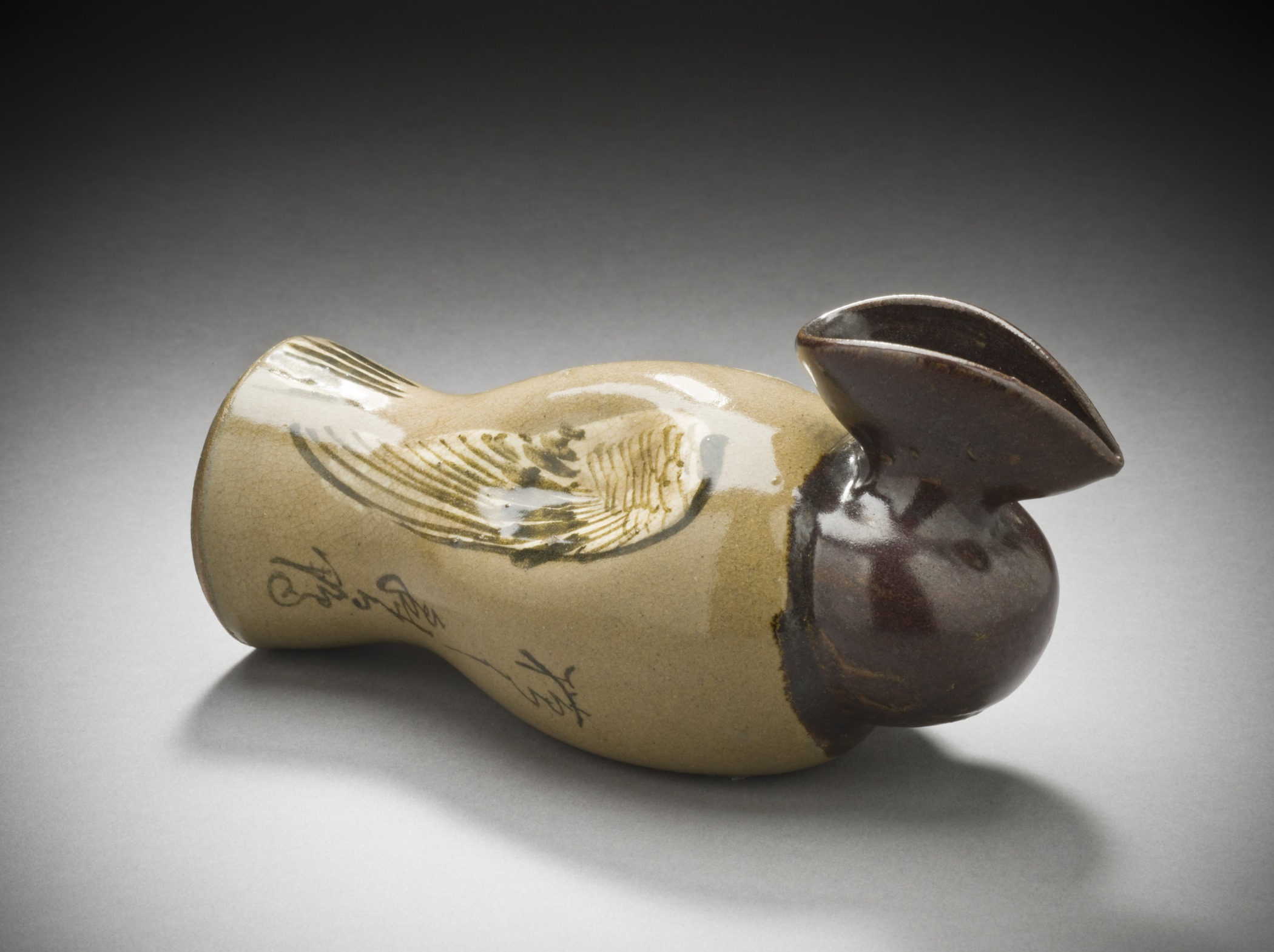
白泥鉄釉鉄絵鴨徳利 ロサンゼルス郡美術館蔵

小杉焼（こすぎやき）は、富山県射水市小杉地区にて焼かれる陶器である。

## 概要
1816年（文化13年）頃から1897年（明治30年）頃までの約80年間にわたって、初代高畑与右衛門以来、4代にわたって焼かれた京焼系相馬焼風の焼き物である。小杉焼の釉薬は銅青磁釉と飴釉による色合いが特徴で、特に「小杉青磁」と呼ばれる緑釉の一種は淡い緑色の発色をしており、緑釉の代表である織部釉とは一味違う色合いを呈する。
小杉焼の窯跡は黒河二十石字箕輪、戸破、上野、茶屋町の4箇所で、なかでも戸破窯は多くの生活雑器を生産したものの、他産地の陶器の流通増大に伴い、1888年（明治21年）4代目で生産は途絶えた。昭和期に入ると、小杉焼復興運動が興り、戦時経済統制会社の富山県陶磁器工業株式会社小杉分工場工芸部門として片口窯、横掘一之による横堀窯などが続いた。現代では、陶芸家池上栄一が「小杉焼栄一窯」として制作活動を続けている。

## 小杉焼の陶工
- 初代 高畑与右衛門[1] - 小杉町伊勢領の出身といわれる高畑八郎兵衛の弟。18歳の時に福島県相馬へ行き、十数年間窯業に従事した後富山に帰り、太閤山近くの箕輪山に窯を築いて製陶を始めた。藩から箕輪製陶所の免許と保護を受ける。与右衛門は子供に恵まれず、1838年（天保9年）53歳没。
- 二代 高畑与右衛門[1] - 高畑作次の弟。初代にも劣らない名工で、小杉焼の改良を進めると同時に、多くの名工を育てる。1862年（文久2年）病没。
- 三代 陶山与右衛門[1] - 21歳の若さで死亡。
- 四代 陶山三十郎[1] - 陶山三十郎は二代与右衛門の弟。小杉焼の挽回を図るが、瀬戸や有田といった産地の陶磁器が流通したため、1888年（明治21年）廃業。